# Malta College of Arts, Science and Technology
Die Malta College of Arts, Science and Technology (MCAST) (maltesisch Il-Kulleġġ Malti tal-Arti, Xjenza u Teknoloġija) ist eine staatliche Hochschule in Malta.
Die Hochschule bietet 180 Vollzeitstudienprogramme und über 300 Teilzeitstudienprogramme auf der Stufe Pre-Bachelor (Zertifikate, Diplome, Associate- oder Stiftungs-Abschlüsse) sowie Bachelor- und Masterstufe an. Gemeinsames Merkmal ist die Verbindung von Theorie und Praxis, in den Ausbildungsgängen finden neben Veranstaltungen an der Hochschule immer berufliche Praktika in staatlichen wie privaten Einrichtungen statt.

## Institute
- Institut für Kunst und Design
- Institut für Bauwesen

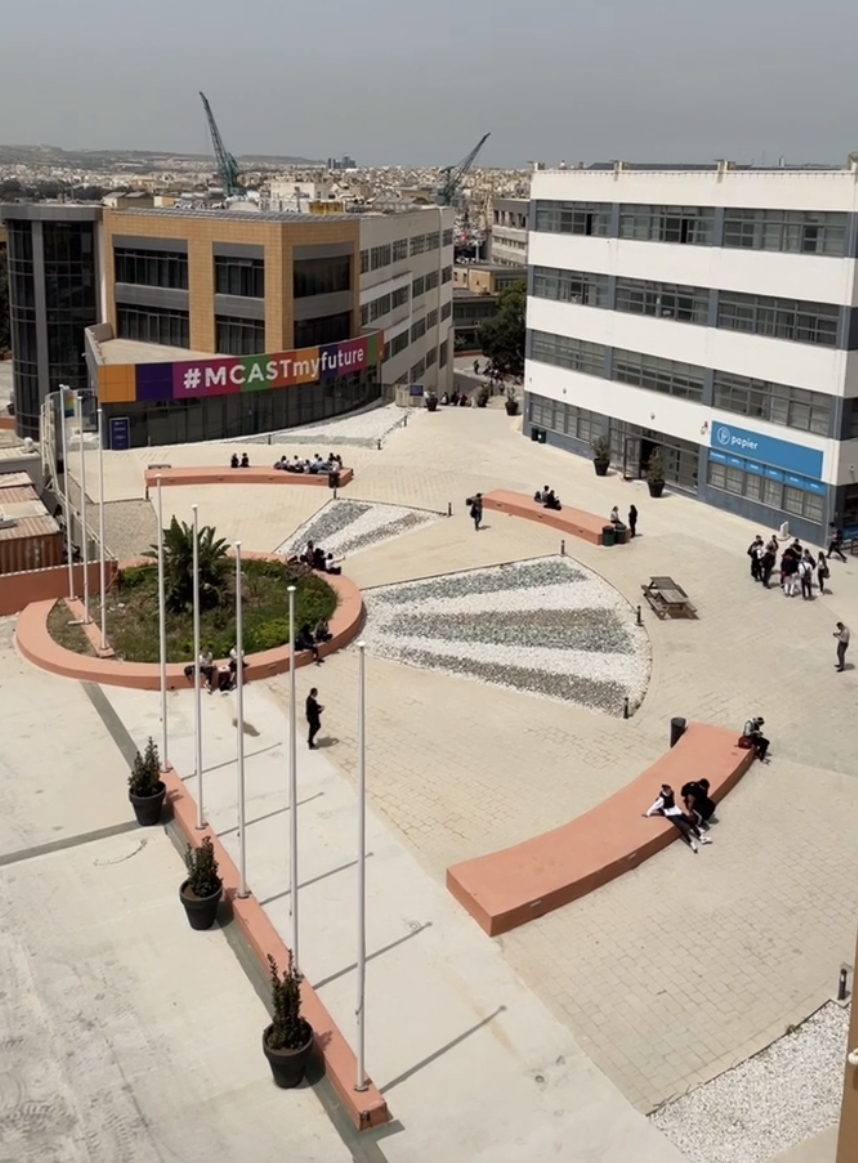
Der Campus der MCAST

- Institut für Wirtschaft und Handel
- Institut für Gemeindedienste
- Institut für Meeresforschung
- Institut für Maschinenbau
- Institut für Agrarwirtschaft
- Institut für Elektrotechnik und Elektronik
- Institut für Informations- und Kommunikationstechnologie
- Gozo Campus